# Sufczyn (Petite-Pologne)
Pour les articles homonymes, voir Sufczyn.
Sufczyn est une localité polonaise de la gmina de Dębno, située dans le powiat de Brzesko en voïvodie de Petite-Pologne.